# Saartoto
Die Saarland-Sporttoto GmbH, gemeinhin bekannt als Saartoto, wurde im August 1951 gegründet. Der Sitz der Gesellschaft befindet sich in der saarländischen Landeshauptstadt Saarbrücken.

## Grundlagen und Aufgaben
Saartoto ist die Landeslotteriegesellschaft des Saarlandes und agiert als Non-Profit-Organisation. Das von Saartoto erwirtschaftete Kapital wird nach einem bestimmten Schlüssel verteilt. Dies ist durch den Staatsvertrag zum Glücksspielwesen in Deutschland sowie das saarländische Sportwettengesetz geregelt. 50 % der Einnahmen werden ausgeschüttet. Etwa 20 % der jährlich erzielten Einnahmen werden als Förderung in den Bereichen Sport, Kultur, Umwelt und Soziales im Land verteilt, der größte Teil davon im Bereich Sport. 16,6 % werden als Lotteriesteuer an die Landeskasse entrichtet. 7 % werden als Provision an die Annahmestellen ausgezahlt, die übrigen 6 % werden für die Betriebskosten verwendet. Seit Gründung hat Saartoto über 700 Mio. € Lotteriesteuern gezahlt, während über 850 Mio. € an Fördergeldern ausgezahlt wurden.
Als Mitglied des Deutschen Lotto- und Totoblocks veranstaltet das Unternehmen in Zusammenarbeit mit den Lotto-Gesellschaften der anderen 15 Bundesländer die Lotterien und Sportwetten nach bundesweit einheitlichen Regeln.

## Organisation

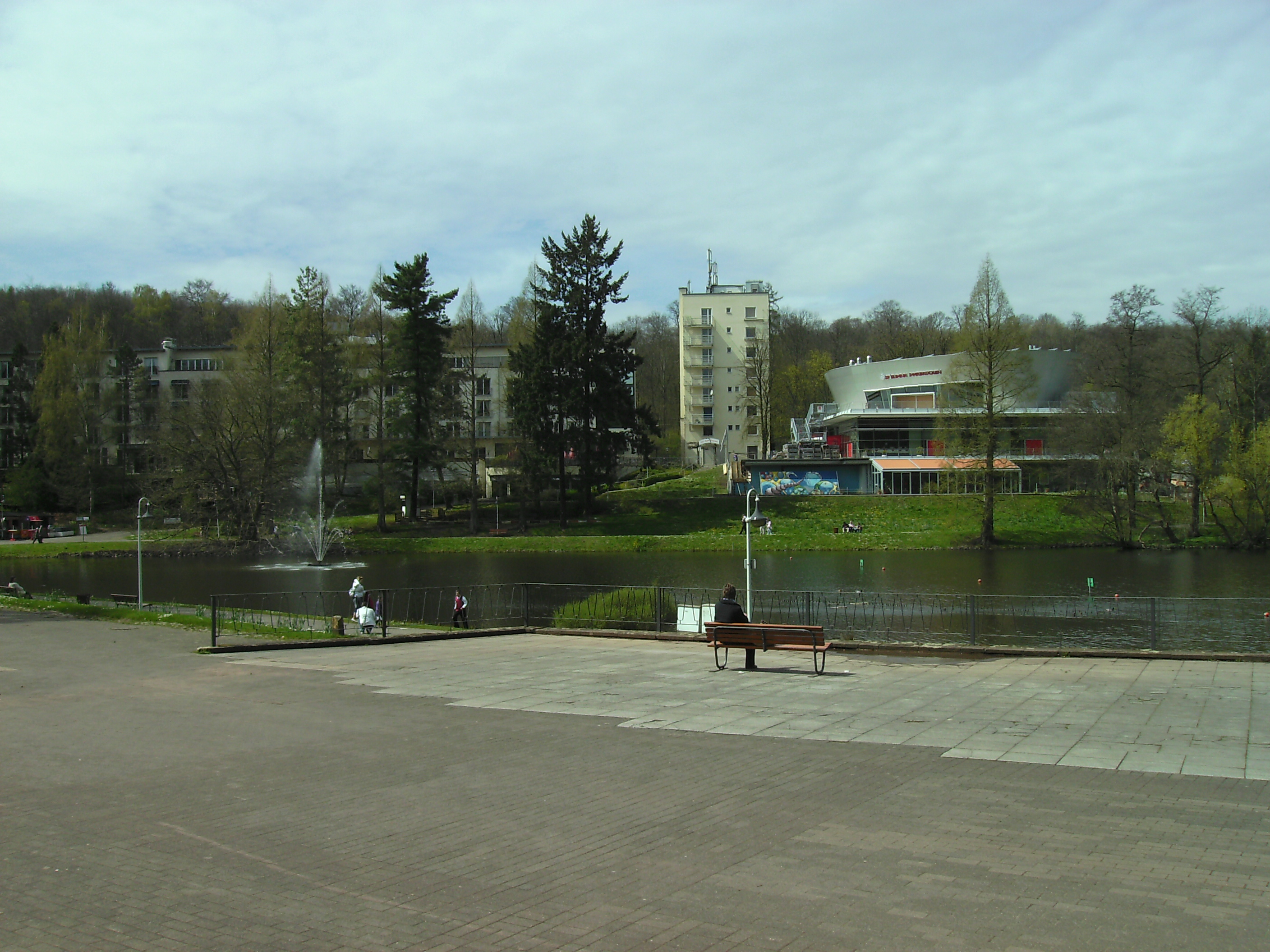
Spielbank Saarbrücken (rechts) am Deutsch-Französischen Garten

Bei Saartoto selbst waren im Jahr 2020 insgesamt 92 Mitarbeiter beschäftigt. Seit Bestehen der GmbH werden die Geschäftsführerposten abwechselnd von Mitgliedern der SPD und der CDU besetzt.
Zur Saarland-Sporttoto GmbH gehört als 100-prozentige Tochter die Saarland-Spielbank GmbH, die 1978 gegründet wurde. Diese betreibt im Saarland sieben Spielbanken, davon drei in Saarbrücken und je eine in Homburg, Nennig, Saarlouis und Neunkirchen. Das Tochterunternehmen beschäftigt über 300 Mitarbeiter. Die Besucherzahlen betragen etwa 450.000 Besucher im Jahr.

## Besonderheiten
Seit 2013 produziert Saartoto mit dem Saarländischen Rundfunk die Sendung zur Ziehung der Lottozahlen, die im Internet live übertragen wird.

## Spielangebote
Zu den angebotenen Spielen gehören:
- Lotto „6aus49“, Normal, Systemspiel und Anteilschein
- Eurojackpot
- Keno
- Oddset
- Glücksspirale
- Toto, 13er-Ergebnis- und 6-aus-45-Auswahlwette
- Rubbellose

Das Spielangebot richtet sich ausschließlich an Volljährige.

## Kritik
Der Bund der Steuerzahler ist der Auffassung, dass CDU und SPD sich die hochdotierten Posten der beiden Geschäftsführer bei der Saarland Sporttoto GmbH „ohne Ausschreibung, ohne das Prinzip der Bestenauswahl, mit hohen zusätzlichen Versorgungsleistungen“ aufteilten. Je Geschäftsführer belaufen sich die Bezüge auf über 200.000 €. Nach der für die CDU verlorenen Landtagswahl 2022 wurde Ex-Finanzminister Peter Strobel zu einem der Geschäftsführer ernannt. Den anderen Posten hat der frühere parlamentarische Geschäftsführer der SPD-Fraktion, Stefan Pauluhn, inne.